# Casa Badia de la Torre de les Hores
Casa Badia de la Torre de les Hores és una obra de Berga inclosa a l'Inventari del Patrimoni Arquitectònic de Catalunya.

## Descripció
Habitatge ubicat a una cantonada, en un carrer amb tant desnivell que hi ha escales, a un dels extrems del nucli urbà. Està situada molt a prop d'una de les restes de l'antiga muralla, de fet es troba a la ubicació exacte de l'antiga porta de la vila dita la torre de les hores. Està estructurat en semi-soterrani, planta baixa i dos pisos superiors, que sobresurten del nivell del carrer i podem veure l'embigat de fusta que el compon. Les baranes són de fusta, donant cert caràcter rústic a l'immoble. La coberta és a dues aigües feta amb teula àrab.